# Ilja Frank
Iľja Michajlovič Frank (rusky Илья Михайлович Франк; 23. října 1908, Petrohrad, Rusko – 22. června 1990, Moskva, RSFSR, SSSR) byl sovětský fyzik. V roce 1937 spolu s dalším sovětským fyzikem Igorem Jevgeněvičem Tammem na základě klasické elektrodynamiky vypracoval přesnou teorii vzniku Čerenkovova záření. Za tuto práci obdržel v roce 1958 spolu s Pavlem Alexejevičem Čerenkovem a Tammem Nobelovu cenu za fyziku.

## Životopis
Narodil se 10. (23. října) 1908 v Petrohradě v rodině matematika (později profesora) Michaila Ljudvigoviče Franka a zdravotní sestry Jelizabety Michajlovny Frank (roz. Gracianova), krátce předtím, než se přestěhovali do Petrohradu z Nižního Novgorodu.
Otec budoucího fyzika Michail Ljudvigonovič Frank byl bratrem filozofa Semjona Franka a pocházel z proslulé moskevské židovské rodiny – jeho děd, Moisej Mironovič Rossijanckij, se stal v 60. letech 19. stol. jedním ze zakladatelů židovské komunity v Moskvě. Otec Ljudvig Sjemjonovič Frank, absolvent moskevské university, se přestěhoval do Moskvy z Provincie Vilnius během polského povstání (1863). Jako vojenský lékař se zúčastnil rusko-turecké války (1877–1878), byl mu udělen Řád svatého Stanislava a šlechty. Jeho strýc byl významný ruský filosof Sjemjon Ljudvigovič Frank, druhý strýc malíř, sochař, scénograf a ilustrátor knihy Leon (Lev V.) Zak (alias Leo Rossijanskij), který byl v 10. letech 20. stol., jeden z členů hnutí egofuturistů (pod poetickým pseudonymem Chrisanf).

### Vědecká kariéra
Po promoci v roce 1930, matematicko-fyzikální fakulty Moskevské státní university, I. M. Frank pracoval v Leningradě v GOI u profesora A. N. Těrenina. Od roku 1934 pracoval v FIAN P. N. Ljebjeděva. V roce 1944 se Ilja Michajlovič stal profesorem na Moskevské státní universitě. V roce 1946 byl zvolen členem-korespondentem, v roce 1968 – akademikem Akademie věd SSSR.
V roce 1934, postgraduální student S. I. Vavilova P. A. Cherenkov zjistil, že nabité částice procházející při velmi vysokých rychlostech přes vodu a vyzařují světlo. I. M. Frank a I. E. Tamm dali teoretický popis tohoto efektu, ke kterému dochází, když se částice pohybují v prostředí s rychlostí přesahující rychlost fáze šíření světla v tomto médiu. Tento objev vedl k vytvoření nové metody pro detekci a měření rychlosti vysokoenergetických jaderných částic. Tato metoda má velký význam v moderní experimentální jaderné fyzice.
I. M. Frank zemřel 22. června 1990, pohřben byl v Moskvě na Vvěděnském hřbitově.